# Lasioglossum testaciventre
Lasioglossum testaciventre là một loài Hymenoptera trong họ Halictidae. Loài này được Rayment mô tả khoa học năm 1953.